# Niebieski szlak turystyczny Biały Brzeg – Mrowina
 Niebieski szlak turystyczny Biały Brzeg – Mrowina – szlak turystyczny okolic Włoszczowy.

## Przebieg szlaku
| Odległość | Atrakcje | Punkt       | Skrzyżowania szlaków  |
| --------- | -------- | ----------- | --------------------- |
| 0,0 km    |          | Biały Brzeg | Biały Brzeg – Mrowina |
|           |          | Kopalina    |                       |
| 5,0 km    |          | Mrowina     | Biały Brzeg – Mrowina |